# Grimsta
Grimsta – dzielnica (stadsdel) Sztokholmu, położona w jego zachodniej części (Västerort) i wchodząca w skład stadsdelsområde Hässelby-Vällingby. Graniczy z dzielnicami Hässelby strand, Hässelby gård, Vällingby, Råcksta i Blackeberg oraz przez jezioro Melar z gminą Ekerö.
Według danych opublikowanych przez gminę Sztokholm, 31 grudnia 2020 r. Grimsta liczyła 4886 mieszkańców. Powierzchnia dzielnicy wynosi łącznie 3,36 km², z czego 0,7 km² stanowią wody jeziora Melar oraz 3 hektary terenu w rejonie ulicy Kanaans väg zaliczane są do dzielnicy administracyjnej Bromma.
Na terenie dzielnicy położony jest kompleks sportowy Grimsta IP, gdzie swoje mecze piłkarskie rozgrywa klub IF Brommapojkarna.